# Мартин Кипенбергер
Мартин Кипенбергер (њем. Martin Kippenberger; рођен 25. фебруара 1953. у Дортмунду — умро 7. марта 1997. у Бечу) био је њемачки сликар, визуелни и пластични умјетник. Познат је по употреби широког спектра умјетничких стилова и медија, као и због своје провокативне и конфликтне личности у јавним наступима.
Кипенбергера се сматра једним од најталентованијих умјетника своје генерације у коју се сврставају и Алберт Улен Маркус Улен, Вернер Битнер, Георг Херолд, Диетер Гулс и Гинтер Форг.

## Биографија
Мартин је студирао на Академији лијепих умјетности у Хамбургу, радећи у почетку под Полкеовим утицајем. Године 1978. основао је „Кипенбергов берлински биро“. Његово широко интересовање за фотографију, колаж и скулптуру наводи га да произведе бројне инсталације у којима доводи у питање ствари као што су ред, рационалност и потреба за јединством. Његова стратегија се састојала у креирању узнемирујућих дјела која су представљена као површна, међутим испод наизглед неозбиљног аранжмана крију се озбиљна питања моралне одговорности умјетника у односу на вриједности и увјерења западне културе. За постизање таквог резултата користи се монтажом и аранжманом предмета из свакодневнице што неријетко укључује и „сопствену слику“ у виду лутке манекена, што доприноси умјетниковом циничном доживљају живота и тадашњих актуелних умјетничких тенденција као што је неоекспресионизам. Једно од његових најпознатијих дјела је инсталација Срећан завршетак „Америке“ Франца Кафке, у Позоришту Оклахома, 1994. године, инспирисана крајем посмртно објављеног Кафкиног дјела.